# Ібраїм Кане
Ібраїм Кане (фр. Ibrahiim Kané, нар. 23 червня 2000) — малійський футболіст, лівий захисник українського клубу «Колос» (Ковалівка).

## Клубна кар'єра
Вихованець юнацької команди столичного малійського клубу «Блек Старз», в якому виступав до 2017 року. Потім підписав контракт з представником малійської Прем'єр-ліги «Бакаріджан» (Бамако), а 1 січня 2018 року підписав контракт з іншим малійським клубом «Дуголовуфіла» (Кулікоро).
На початку вересня 2018 року, після тривалих переговорів з агентом гравця, Ібраїм підписав 1-річний (з можливостю продовження його) контракт з полтавською «Ворсклою». На перших порах виступав за молодіжну команду полтавчан, у футболці якої дебютував 19 жовтня 2018 року в програному (0:1) домашньому поєдинку 12-о туру молодіжного чемпіонату України проти однолітків з київського «Динамо». Кане вийшов на поле в стартовому складі та відіграв увесь матч. 
Дебютував у футболці першої команди 31 жовтня 2018 року в переможному (2:1) виїзному поєдинку 1/8 фіналу кубку України проти одеського «Чорноморця». Кане вийшов у стартовому складі та відіграв увесь матч. Згодом став з командою фіналістом Кубка України 2019/20. 

## Кар'єра в збірній
Викликався до складу юнацької збірної Малі U-17. Дебютував за збірну 29 вересня 2017 року в переможному (2:1) виїзному поєдинку проти однолітків зі США. Ібраїм вийшов на поле в стартовому складі та відіграв увесь матч, а на 54-й хвилині відзначився голом за малійців. Разом з командою дійшов до півфіналу молодіжного чемпіонату світу з футболу 2017 року. У чвертьфіналі юні малійці обіграли однолітків з Гани, а в півфіналі поступилися іспанцям. На цьому турнірі Ібраїм зіграв 7 поєдинків. Загалом же в складі збірної U-17 зіграв 11 матчів.

## Досягнення
- Чемпіон Африки (U-17): 2017
- Фіналіст Кубка України: 2019/20

## Стиль гри
Виступає на позиції лівого захисника, але здатний грати й в опорній зоні.